# Ychtenerfeanpolder
De Ychtenerfeanpolder is een natuurgebied bij Echten en Bantega in de provincie Friesland. De polder wordt beheerd door It Fryske Gea. 
Het beleid en beheer is er mede op gericht om een ecologische verbinding tot stand te brengen met gebieden als het Easterskar en de polder Brandemeer.
De rietlanden waren tot halverwege de 19e eeuw onderdeel van een groot moeraslandschap. De 2800 ha. grote Veenpolder van Echten werd tussen 1856-1861 ingepolderd. Tot 1913 werd de polder bemalen door zeven windmolens en het stoomvijzelgemaal Gemaal Echten. Na vervening, ontwatering en inpoldering werd de grond in cultuur gebracht. De veenpolder bestaat voor 88 hectare uit rietland. Het zijn de Hengsteputten, de Kamper- en Koepeinsepolder, de Lange Halen en de Schoteruiterdijken. Door de diepontwatering van de polders verdroogden de rietlanden waardoor de vochtminnende vegetatie sterk achteruit ging. In de rietlanden groeien varensoorten als kamvaren, moerasvaren en brede en smalle stekelvaren.
Aeltsjemar
· De Alde Feanen
· Bakkeveense Duinen
· Bancopolder
· Bekhofschaans
· Bjirmen
· Blauhúster Puollen
· Bocht fan Molkwar
· Botmar
· Bouwepet
· Buismans Einekoai
· Bûtenfjild
· Van Coehoornbosk
· Delleboersterheide
· Diakonieveen
· Dobbe Stienser Aldlân
· Dobben Hurdegarypsterwarren
· Dunegeaster- en Follegeasterpolder
· Dyksfearten
· Eanjumerkolken
· Easterskar
· Einekoai Piaam
· Einekoaien Lytse Geast
· De Fluezen
· Grikelân en Turkije
· Grutte Wielen
· Heide Hulstreed
· De Hon
· Huitebuersterbûtenpolder
· Joodse begraafplaats Tacozijl
· Joodse begraafplaats Noordwolde
· Kapellepôle
· Ketelermar
· Ketliker Skar
· Kobbelân
· Lendebos
· Lindevallei
· Liphústerheide
· Makkumersúdmar
· Makkumerwaarden
· Mandefjild
· Martenastate
· Meulebos
· Meulereed
· Mokkebank
· Mûntsebuorsterpolder
· Noard-Fryslân Bûtendyks
· 't Oerd
· Ottema Wiersma reservaat
· Park Huize Olterterp
· Park Jongemastate
· Peazemerlannen
· Petgatten De Feanhoop
· Polders Koarnwert
· Ringwiel
· Rysterbosk
· De Ryp
· Schaopedobbe
· Séfonsterpolder
· Sippen-finnen
· Skiedingsboskje
· Slachtedyk
· Steile Bank
· Stokersdobbe
· Sudermarpolder
· Syp Set
· Taconisbosk
· Tsjongerwâlen
· Teroelster Sipen
· Unlân fan Jelsma
· Van Asperen einekoaien
· Warkumermar
· Warkumerwaard
· 't West
· Wilhelmina-oard
· Ychtenerfeanpolder